# Monika Böhm (Rechtswissenschaftlerin)
Monika Böhm (* 1960 in Hofheim am Taunus) ist eine deutsche Rechtswissenschaftlerin und Professorin für Öffentliches Recht und Europarecht an der Philipps-Universität in Marburg. Ihr wissenschaftlicher Schwerpunkt liegt im Umweltrecht. Sie ist zudem Landesanwältin am Hessischen Staatsgerichtshof in Wiesbaden.

## Leben
Monika Böhm legte 1985 die Erste und 1989 die Zweite juristische Staatsprüfung ab. Im selben Jahr wurde sie über das Thema Die Wirksamkeit von Umweltlenkungsabgaben am Beispiel des Abwasserabgabengesetzes promoviert. Daraufhin war sie als Wissenschaftliche Mitarbeiterin an der Justus-Liebig-Universität in Gießen tätig, wo ihr auch 1995 die Lehrbefugnis für die Fächer Öffentliches Recht, Verwaltungslehre und Europarecht erteilt wurde. Für ihre Habilitationsschrift Der Normmensch wurde Monika Böhm 1996 der Franz-Vogt-Preis verliehen. Im selben Jahr wurde sie zur Universitätsprofessorin an die Martin-Luther-Universität in Halle ernannt. Im Jahr 2000 erhielt sie zunächst den Ruf auf eine C4-Professur an der Universität Konstanz, bevor sie den Lehrstuhl für Staats- und Verwaltungsrecht in Marburg annahm, den sie seitdem bekleidet.
Von 2000 bis 2003 war Monika Böhm Mitglied der Risikokommission der Bundesregierung, von 2001 bis 2003 Mitglied der Regierungskommission NRW „Zukunft des öffentlichen Dienstes – öffentlicher Dienst der Zukunft“. Es folgten Gastprofessuren an Universitäten in den USA und Japan. 2009 wurde sie zur Landesanwältin am Hessischen Staatsgerichtshof gewählt und 2014 und 2019 wiedergewählt. Seit 2015 ist sie Mitglied im Stiftungsrat der Stiftung Umweltenergierecht.

## Schriften (Auswahl)
- Monika Böhm: Die Wirksamkeit von Umweltlenkungsabgaben am Beispiel des Abwasserabgabengesetzes. In: Umweltrechtliche Studien. Band 7. Werner-Verlag, Düsseldorf 1989, ISBN 3-8041-1249-8 (Zugl.: Giessen, Univ., Diss., 1989).
- Monika Böhm: Der Normmensch. Materielle und prozedurale Aspekte des Schutzes der menschlichen Gesundheit vor Umweltschadstoffen. In: Jus publicum. Band 16. J.C.B. Mohr (Paul Siebeck), Tübingen 1996, ISBN 3-16-146606-3 (Zugl.: Giessen, Univ., Habil.-Schr., 1996).
- Monika Böhm, Charlotte Gaitanides: Fälle zum allgemeinen Verwaltungsrecht. In: JuS-Schriftenreihe. 4., neu bearb. Aufl. des von Manfred Zuleeg begr. Werkes. Band 54. C.H. Beck, München 2007, ISBN 978-3-406-54853-6.
- Monika Böhm: Dritter Beratungsgegenstand: Dynamische Grundrechtsdogmatik von Ehe und Familie? In: Bernhard Ehrenzeller, Astrid Wallrabenstein, Ulrich Haltern et al. (Hrsg.): Zukunftsgestaltung durch Öffentliches Recht Referate und Diskussionen auf der Tagung der Vereinigung der Deutschen Staatsrechtslehrer in Greifswald vom 2. bis 5. Oktober 2013. Veröffentlichungen der Vereinigung der Deutschen Staatsrechtslehrer. Band 73. De Gruyter, Berlin, Boston 2014, ISBN 978-3-11-034138-6, doi:10.1515/9783110341386 (degruyter.com [abgerufen am 30. März 2019]).
- Monika Böhm: Polizeikosten bei Fußballspielen. In: NJW. 2015, S. 3000–3004.[6][7]
- Monika Böhm, Marius Mayer: Polizeiliche Aufenthaltsverbote für Fußballfans. In: DÖV. 2017, S. 325–331.[6][7]